# Jud Tylor
Jud Tylor (Vancouver, 24 de Março de 1979) é uma atriz canandense, mais conhecida por suas participações em séries de televisão como That '70s Show e Edgemont.

## Filmografia

### Televisão
- 2014 Supernatural como Adina
- 2007 Two and a Half Men como DeeDee
- 2006 Ghost Whisperer como Sandy
- 2006 What About Brian como Lisa
- 2006 That '70s Show como Samantha
- 2005 The Collector como Angie
- 2005 CSI: Miami como Eve Martinkis
- 2003 The Division como Angela
- 2003 Black Sash como Kim
- 2003 Dawson's Creek como Sure Thing
- 2002 Smallville como Amanda Rothman
- 2002 The Sausage Factory como Amy
- 2001 Edgemont como Brenda
- 2001 Andromeda como Satrina Leander
- 2001 The Outer Limits como Violet
- 2001 Seven Days como Judy
- 2000 The Fearing Mind como Stacey Hancock

### Cinema
- 2007 Charlie Wilson's War como Crystal Lee
- 2007 7eventy 5ive como Karina
- 2007 What Love Is como Amy
- 2004 Home of Phobia como Serena
- 2001 Suddenly Naked como Crystal
- 2000 My Five Wives como Stephanie